# Marie-Antoinette Petit-Jean
Marie-Antoinette Petit-Jean, née Marie Victoire Trimollet le 26 janvier 1794 à Lyon et morte dans la même ville le 12 novembre 1832, est une artiste peintre française.

## Biographie
Son père, Jean-Louis Trimolet, dessinateur en broderie, lui apprend très jeune le graphisme en écrivant en gros caractères les mots qu'elle commençait à prononcer et en les associant à des dessins. Son frère, Anthelme Trimolet (1798-1866), né quatre ans après elle, est également artiste peintre. Elle étudie auprès de Carra et Alexis Grognard lui ouvre son atelier. Elle s'assure quelques revenus en donnant elle-même des cours particuliers à de jeunes élèves.
Marie-Antoinette Trimolet épouse Claude François Petit-Jean en 1816. 
Elle obtient une médaille d'or au Salon du Louvre de 1824 pour son tableau Le Malade et deux médailles d'argent au Salon de 1827.
Après deux ans de souffrances, elle décède le 12 novembre 1832 à 38 ans.

## Œuvres dans les collections publiques
- Dijon, musée des beaux-arts : Le Malade, 1824[7].
- Los Angeles, Los Angeles County Museum of Art, La Belle au bois dormant, 1821[8]
- Lyon, musée des beaux-arts : Le Premier exploit d'un chasseur[9].

Galerie d'images
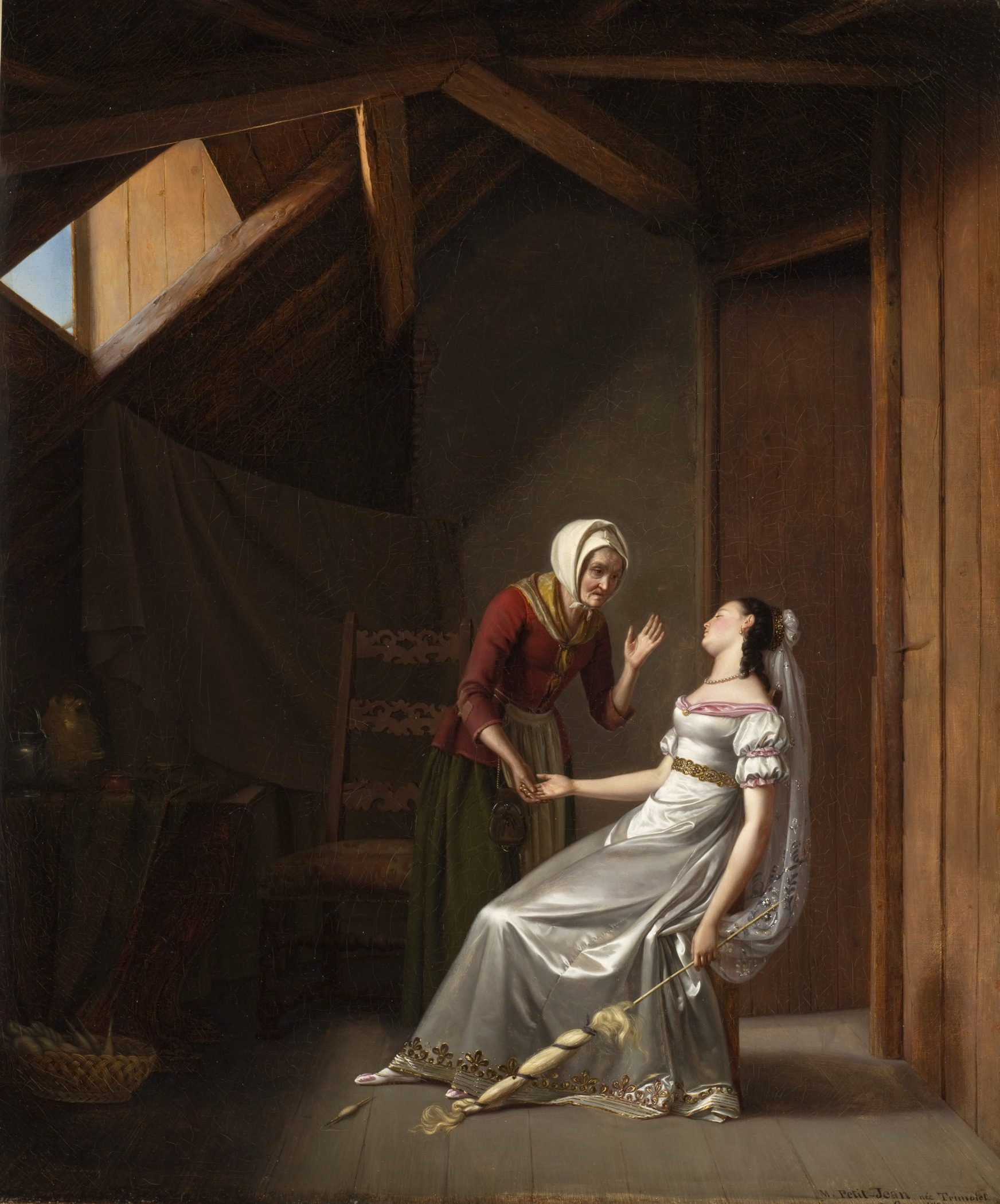
La Belle au bois dormant, 1821, Los Angeles County Museum of Art
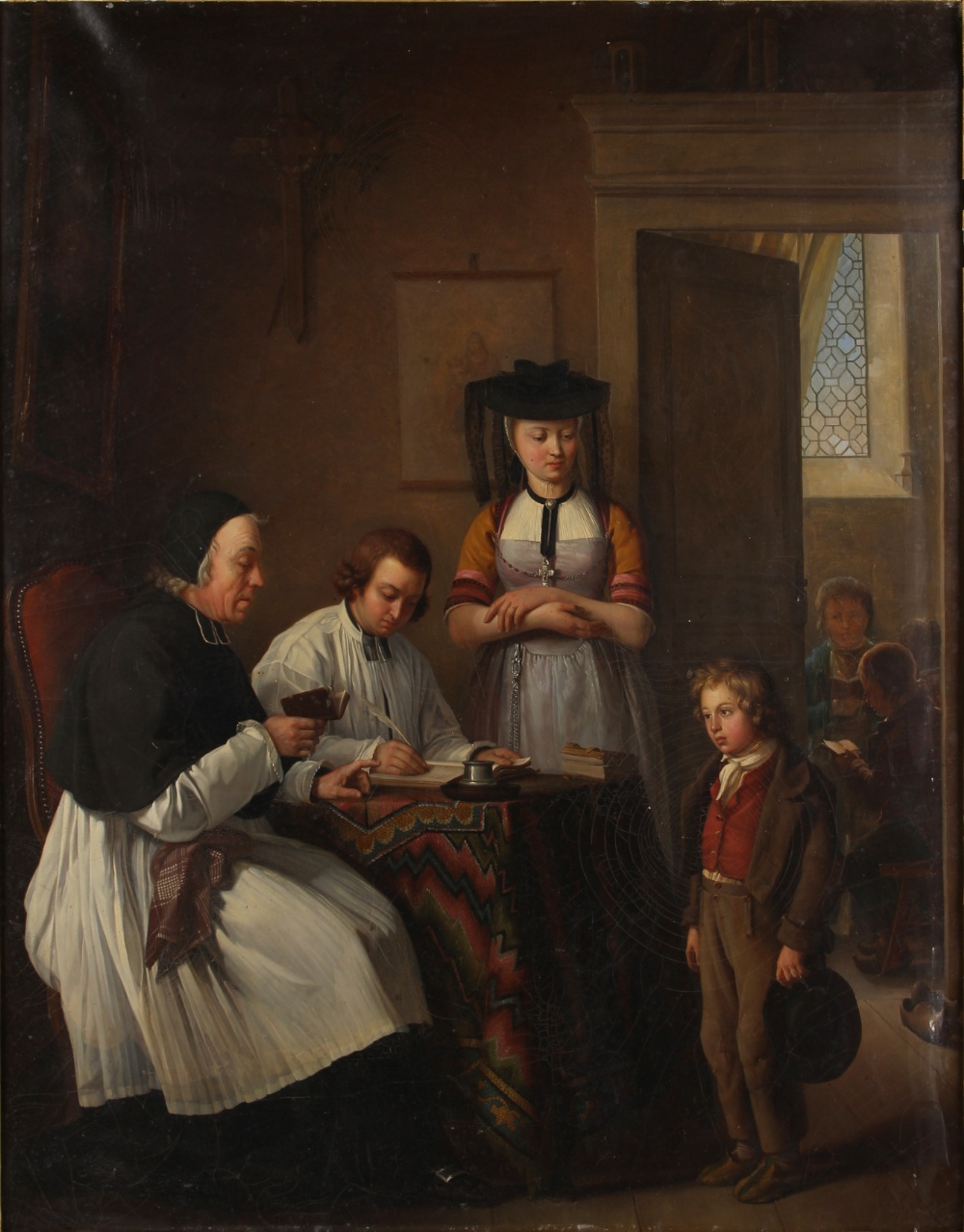
L'Épreuve orale, 1825, collection privée